# Чернов, Дмитрий Васильевич (актёр)
Дмитрий Васильевич Чернов (род. 1969, Бухара, УзССР, СССР) — российский актёр театра кукол. Лауреат российской национальной театральной премии «Золотая маска».

## Биография
Дмитрий Чернов родился в Бухаре. Окончил кукольное отделение Ташкентского института искусств. Работал в Бухарском областном театре кукол, в Оренбургском областном театре кукол, в Псковском театре кукол. В 2007 году получил звание Заслуженного артиста РФ.
С 2008 года работает в труппе Театра кукол им. С. Образцова. Занят в спектаклях «Таинственный гиппопотам», «Волшебная лампа Аладдина», «По щучьему велению», «Хитрый Ёжик», «Геракл», «Маугли», «Необыкновенный концерт», «Наша Чукоккала», «Большое путешествие: драконы, демоны, герои», «Любовь к трём апельсинам», «Конёк-горбунок», «Всё кувырком!», «Винни по прозвищу Пух!», «Божественная комедия», «Дюймовочка», «Некто Нос», «Все другие и собака». В 2014 году стал лауреатом премии «Золотая маска» в номинации «Куклы / Работа актёра» за спектакль «Старый сеньор и…». В 2019 году номинирован на «Золотую маску» в той же номинации за спектакль «Турандот».